# Melitaea melicerta
Melitaea melicerta är en fjärilsart som beskrevs av Pfützner 1873. Melitaea melicerta ingår i släktet Melitaea och familjen praktfjärilar. Inga underarter finns listade i Catalogue of Life.